# 切詰差分解読法
切詰差分解読法 (きりつめさぶんかいどくほう、 Truncated differential cryptanalysis)は、差分解読法を一般化したブロック暗号に対する攻撃である。
通常の差分解読法は二つの平文暗号文組の全差分を解析するが、切詰差分解読法は部分的に決定された差分のみを解析する。
SAFER、IDEA、Skipjack、E2、Twofish、Camellia、CRYPTONに適用されたほか、ストリーム暗号のSalsa20にも適用された。